# Maryland Cycling Classic 2025
La 3e édition de la Maryland Cycling Classic, une course cycliste masculine sur route, a lieu aux États-Unis de Baltimore à Baltimore dans le Maryland le samedi 6 septembre 2025. L'épreuve est disputée sur 172,8 km. Elle fait partie du calendrier UCI ProSeries 2025 (deuxième niveau mondial) en catégorie 1.Pro.
Cette course se déroule six jours avant le Grand Prix cycliste de Québec et huit jours avant le Grand Prix cycliste de Montréal (épreuves UCI World Tour 2025) faisant ainsi partie du triptyque nord-américain du cyclisme sur route. La Maryland Cycling Classic avait été annulée en 2024.

## Parcours
Contrairement aux deux premières éditions (2022 et 2023), la course se déroule exclusivement sur un circuit local tracé en ville et au nord de Baltimore. Ce circuit local long de 28,8 km est à accomplir six fois pour une distance totale de 172,8 km. Le départ est donné sur Harbor Point (Central Plaza) et l'arrivée est jugée non loin du départ sur E Pratt Street, près des docks sur le Patapsco. La principale difficulté du circuit est la montée sur W. Nothern Pkwy après 17 kilomètres.

## Équipes participantes
| WorldTeams (3)- EF Education-EasyPost - Team Jayco AlUla - Lidl-Trek ProTeams (6)- Israel-Premier Tech - Team Novo Nordisk - Solution Tech-Vini Fantini - Team TotalEnergies - Tudor Pro Cycling Team - Uno-X Mobility Équipes continentales (5)- Hustle Pro Cycling - Team Medellín-EPM - Petrolike - Project Echelon Racing - Team Skyline Équipe nationale- États-Unis |
| |

## Classements

### Classement final
| \| Classement général \| Classement général \| Classement général \| Classement général \| Classement général \| \| Coureur \| Coureur \| Pays \| Équipe \| Temps \| \| ------------------ \| ------------------ \| ------------------ \| ------------------ \| ------------------ \| |         |      |        |       |
| |         |      |        |       |
| Source : ProCyclingStats |         |      |        |       |
| Classement général |         |      |        |       |
| Coureur | Coureur | Pays | Équipe | Temps |

### Classements UCI
La course attribue des points au Classement mondial UCI 2025 selon le barème suivant.
| Position           | 1er | 2e  | 3e  | 4e  | 5e | 6e | 7e | 8e | 9e | 10e | 11e | 12e | 13e | 14e | 15e | 16e à 30e | 31e à 40e |
| Classement général | 200 | 150 | 125 | 100 | 85 | 70 | 60 | 50 | 40 | 35  | 30  | 25  | 20  | 15  | 10  | 5         | 3         |